# Jean Rossius
 (juin 2020).
Si vous disposez d'ouvrages ou d'articles de référence ou si vous connaissez des sites web de qualité traitant du thème abordé ici, merci de compléter l'article en donnant les références utiles à sa vérifiabilité et en les liant à la section « Notes et références ».
Jean Rossius  né le 27 décembre 1890 à Cerexhe-Heuseux (Soumagne, province de Liège) et mort le 2 mai 1966 à Liège, est un coureur cycliste belge. Il a été champion de Belgique en 1919 et vainqueur de cinq étapes du Tour de France en 1914,1919 et 1920. Il s'est également classé 4e du Tour de France 1914. Il roula pour les équipes professionnelles françaises Alcyon et La Française.

## Palmarès
- 1911
  - 3e d'Anvers-Menin
  - 3e de Bruxelles-Esneux
- 1912
  - 2e de Binche-Tournai-Binche
- 1913
  - 3e du championnat de Belgique sur route
- 1914
  - 2e et 9e étapes du Tour de France
  - 2e du Tour de Belgique
- 1919
  -  Champion de Belgique sur route
  - 1re étape du Tour de France
  - Liège-Malmédy-Liège
  - 3e de Paris-Tours
- 1920
  - Retinne-Spa-Retinne
  - 7e et 15e étapes du Tour de France
- 1921
  - GP Sporting: Paris-Lyon
  - 3e de Liège-Bastogne-Liège
- 1922
  - Paris-Saint-Étienne
  - 2e de Paris-Roubaix
- 1923
  - 2e de Liège-Bastogne-Liège
  - 3e du GP Wolber

## Résultats sur le Tour de France
- 1913 : abandon (7e étape)
- 1914 : 4e, vainqueur des 2e et 9e étapes, leader pendant 4 jours
- 1919 : abandon (3e étape), vainqueur de la 1re étape
- 1920 : 7e, vainqueur des 7e et 15e étapes
- 1921 : abandon (2e étape)
- 1922 : 9e
- 1923 : abandon (3e étape)